# Кампо дел Фико (Парма)
Кампо дел Фико је насеље у Италији у округу Парма, региону Емилија-Ромања.
Према процени из 2011. у насељу је живело 26 становника. Насеље се налази на надморској висини од 666 м.